# 坳上镇 (郴州市)
坳上镇，是中华人民共和国湖南省郴州市苏仙区下辖的一个乡镇级行政单位。

## 行政区划
坳上镇下辖以下地区：
坳上社区、黄泥坳村、走马岭村、田家湾村、东市村、水头村、水塘村、新丰村、大开湾村、苏木头村、青龙首村、牛坪村、水龙村、坳上村和沙江村。

## 交通
- 京广铁路：坳上站